# هدویگ کورتس-ماهلر
هدویگ کورتس-ماهلر (آلمانی: Hedwig Courths-Mahler; ۱۸ فوریهٔ ۱۸۶۷ – ۲۶ نوامبر ۱۹۵۰) فیلم‌نامه‌نویس و رمان‌نویس زن اهل آلمان بود. وی نویسنده فیلم‌هایی همچون همسر برادرت بوده‌است.